# Nahes Ausland

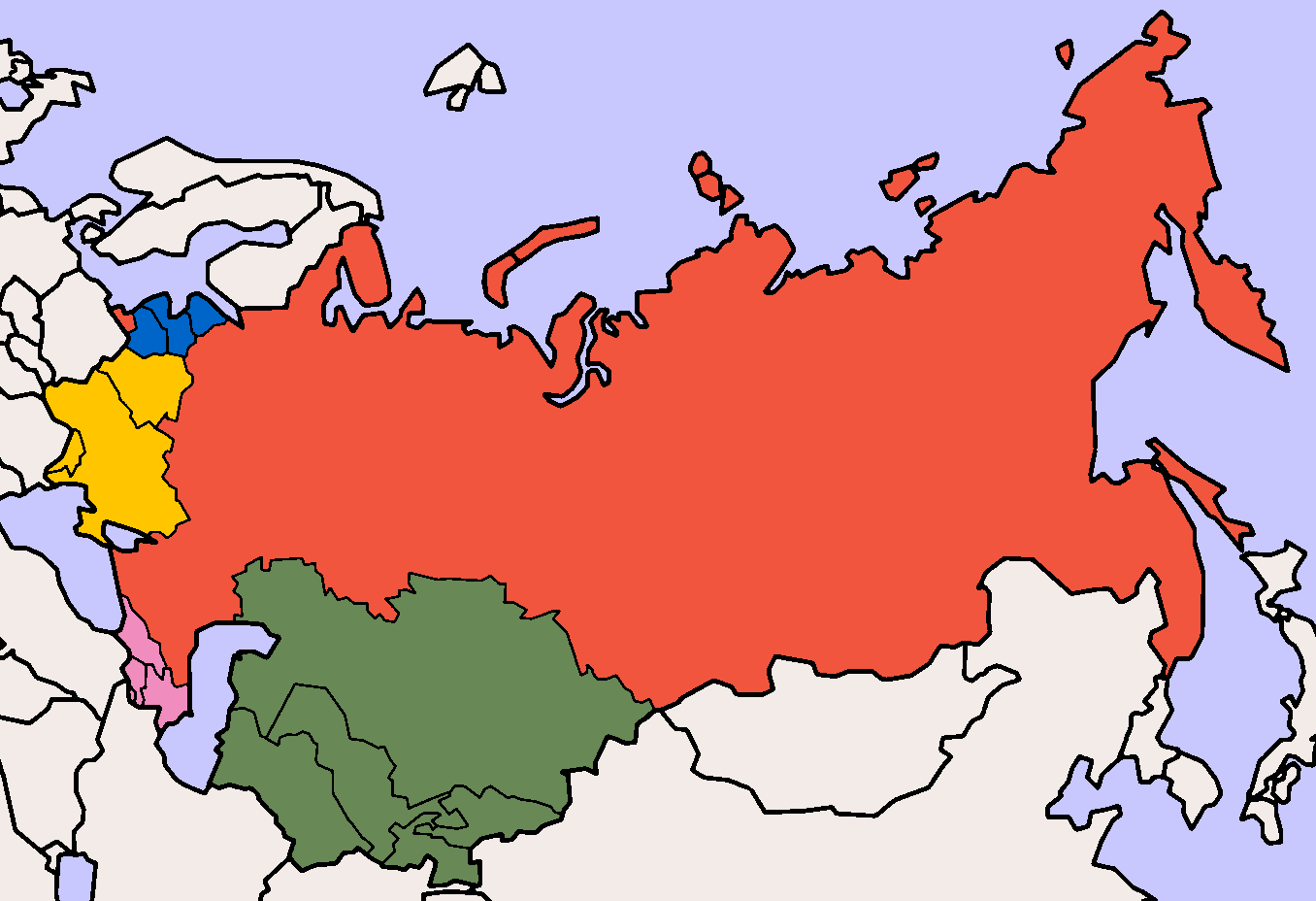
Die ehemaligen Republiken der Sowjetunion: Russland (rot), baltische Staaten (blau), Ukraine, Belarus und Republik Moldau (gelb), transkaukasische Staaten (rosa) und zentralasiatische Staaten (grün)

Als Nahes Ausland (russisch ближнее зарубежье/blischneje sarubeschje) werden aus Sicht Russlands die übrigen 14 ehemaligen Unionsrepubliken der Sowjetunion bezeichnet, insbesondere um eine historische, kulturelle oder wirtschaftliche Verbundenheit oder auch die Abhängigkeit dieser Staaten von Russland zu unterstreichen. Die EU bezeichnet die europäischen Nachfolgestaaten der Sowjetunion – da sie in dem russischen Begriff (neokoloniale) Hegemonieansprüche ausgedrückt sieht – dagegen als „gemeinsame Nachbarschaft“.

## Historische Hintergründe
Die Sowjetunion und zuvor auch das Russische Reich war ein „polyethnisches Imperium“. In Osteuropa spielte das in jeder Hinsicht dominante Großfürstentum Moskau eine bedeutende Rolle für die Entwicklung der benachbarten Völker. Die Verbindung zeigt sich auf vielerlei Weise: Enge demographische Verflechtung aufgrund von Binnenwanderungen, (teilweise erzwungener) Umsiedlungen und Mischheiraten. Dazu kommen wirtschaftliche, politische und kulturelle Verbindungen, da sich die osteuropäische Ebene durch fehlende natürliche Grenzen auszeichnet und damit ein einheitliches Siedlungsgebiet darstellt.
Das Verhältnis der russischen Zentralregierung in Moskau zu den unterschiedlichen Völkern der Esten, Litauer, Ukrainern, Armeniern, Tataren etc. war geprägt durch die Spannung zwischen der politischen und militärischen Dominanz Russlands und seiner relativen sozio-ökonomischen Rückständigkeit. Russland wird ihnen gegenüber daher häufig Kolonialismus und Imperialismus vorgeworfen.
Mit dem Zerfall der Sowjetunion wurden die einzelnen Staaten wieder unabhängig von russischer Herrschaft und strebten anschließend, auch unter dem Eindruck der vorherigen sowjetischen Unterdrückung, vielfach Richtung Westen. So demokratisierten sich die meisten von ihnen (mit wenigen Ausnahmen wie Belarus) zügig und führten marktwirtschaftliche Systeme ein. Einige von ihnen, darunter die baltischen Staaten, wurden auch Mitglieder von NATO und EU (siehe NATO- und EU-Osterweiterung).
Zunächst akzeptierte dies Russland und sicherte, etwa in der Schlussakte von Helsinki, der Charta von Paris und der NATO-Russland-Grundakte, allen Staaten das Recht auf Selbstbestimmung, freie Bündniswahl, sowie territoriale Integrität zu und versprach, von militärischer Aggression Abstand zu nehmen. Mittlerweile scheint dies jedoch nicht mehr der Fall.

## Politik der Russischen Föderation gegenüber dem „Nahen Ausland“
Die Gemeinschaft Unabhängiger Staaten (GUS) unter Führung Russlands versuchte als Nachfolgeorganisation der Sowjetunion die engen Beziehungen zwischen den inzwischen selbständig gewordenen Republiken zu institutionalisieren. Durch die Hegemonialrolle der Russischen Föderation stieß diese Institution aber auf wenig Gegenliebe. Bei den Nachfolgestaaten wurde es als Instrument gesehen, mit dem Russland weiterhin militärischen, ökonomischen und politischen Druck durch die engen Beziehungen ausüben kann.
Aufgrund der engen wirtschaftlichen Verflechtung der Nachfolgestaaten der Sowjetunion sind nach wie vor enge Handelsbeziehungen zwischen diesen Staaten die Regel, sodass Rohstoffe, wie Öl und Gas, oder Lebensmittel wie Wein oder Obst und Gemüse, aber auch Zwischen- und Fertigprodukte zu nicht-weltmarktüblichen Konditionen aufgrund von Bartergeschäften zwischen diesen Ländern gehandelt werden. Dadurch entstehen Abhängigkeiten, die die Russische Föderation aufgrund ihrer marktbeherrschenden Stellung auszunutzen weiß, so in Blockaden der Weinlieferungen aus der Republik Moldau oder einem Boykott der georgischen Weinlieferungen.

### Russische Truppen im Nahen Ausland
Präsident Boris Jelzin skizzierte im Juni 1993 zwei Möglichkeiten zur Lösung des Problems russischer Truppen im ‚Nahen Ausland’: Entweder würden sie komplett aus den Nachfolgestaaten der Sowjetunion abgezogen oder ihr Status in den von Personal einer russischen Militärbasis geändert. Die neue russische Militärdoktrin wurde vom Sicherheitsrat der Russischen Föderation am 2. November 1993 angenommen und verlieh damit der Gründung von Militärbasen im Ausland einen rechtlichen Status.
Diese Doktrin schrieb fest, dass „die Sicherheitsinteressen Russlands und anderer GUS-Staaten die Stationierung von Truppen und militärischer Ausrüstung außerhalb des Territoriums der Russischen Föderation verlangen können“. Daneben sah das Gesetz zur Verteidigung der Russischen Föderation vom 24. Dezember 1992 vor, dass russische militärische Einheiten bei Zustimmung des Parlaments außerhalb der russischen Grenzen stationiert werden können. Internationale Diplomaten und die militärische Führung sahen diese Politik im Einklang mit dem Vertrag über kollektive Sicherheit vom 15. Mai 1992 und anderen Abkommen zwischen der Russischen Föderation und den GUS-Mitgliedsstaaten.

### Militärische Destabilisierung
Heute unterhält das russische Militär in einigen der sowjetischen Nachfolgestaaten militärische Einheiten. Teilweise geschieht dies auf vertraglicher Basis (wie in Belarus), teilweise aber auch ohne Einverständnis des betroffenen Landes zur Unterstützung sezessionistischer De-facto-Regime. Letzteres ist etwa der Fall in der Republik Moldau, wo Russland Transnistrien unterstützt (siehe Transnistrien-Konflikt) und in Georgien, in denen russische Truppen im Kaukasuskrieg 2008 militärisch die Regionen Abchasien und Südossetien abspalteten. Im März 2014 annektierte Russland darüber hinaus von der Ukraine die Halbinsel Krim, auf der u. a. Sewastopol, der Stützpunkt der russischen Schwarzmeerflotte, liegt und befeuerte bald darauf auch den Krieg in der Ostukraine, wo es 2022 ebenfalls offiziell die  Volksrepublik Donezk und Volksrepublik Lugansk anerkannte sowie mit eigenen Truppen einmarschierte (siehe russischer Überfall auf die Ukraine 2022). Neben diesen militärischen Invasionen werden ihm die Destabilisierung der Nachbarschaft, etwa durch Cyberattacken und Desinformationskampagnen, vorgeworfen.
Der russische Präsident Wladimir Putin bezeichnete den Zerfall der Sowjetunion als „größte geopolitische Katastrophe des 20. Jahrhunderts“ und sprach in einer Rede 2022 u. a. der gesamten Ukraine das Existenzrecht ab. Ihm wird daher von Beobachtern vorgeworfen, das Zarenreich gewaltsam wiederherstellen zu wollen.